# La Neuville-en-Tourne-à-Fuy
La Neuville-en-Tourne-à-Fuy é uma comuna francesa na região administrativa de Grande Leste, no departamento das Ardenas. Estende-se por uma área de 27,34 km². Em 2010 a comuna tinha 583 habitantes (densidade: 21,3 hab./km²).